# Оббаріус Дмитро Іванович
Дмитро́ Іва́нович Обба́ріус (16 січня 1910, Ходорково, нині с. Ходорків Попільнянського району Житомирської області — 10 листопада 1982, м. Львів) — радянський легкоатлет, тренер. Кандидат педагогічних наук (1955), доцент (1957), Заслужений тренер СРСР (1960). Член ради Федерації легкої атлетики СРСР (1961). Заслужений тренер СРСР, суддя вищої категорії (1963), професор, завідувач кафедри легкої атлетики Львівського державного інституту фізичної культури (1948—1976).

## Життєпис
Народився 1910 року у селі Ходорково (нині с. Ходорків, Житомирської області). Закінчив середню школу в Житомирі. Школярем він намагався якомога більше змагатися і досягав найкращих результатів серед однолітків у багатьох видах спорту. Особливо йому подобалася своєю різноманітністю дисциплін легка атлетика. Найкращих результатів він досяг у спринтерському бігу. У 1928—1935 роках входив до складу збірної команди УРСР як найкращий бігун на короткі дистанції.
1930 року у Харкові було відкрито Державний інститут фізичної культури України, який відіграв велику роль у подальшому розвитку легкоатлетичного спорту республіки у 1930-х та наступних роках. Саме до цього вишу одразу по закінченню середньої школи і вступив Дмитро Оббаріус. Як одного з найкращих студентів першого випуску (1934 рік), його залишили працювати викладачем на кафедрі легкої атлетики, яку тоді очолював випускник Державного центрального інституту фізичної культури (Москва) Зосима Синицький. На цій же кафедрі тоді працювали відомі спортсмени Олександр Безруков та Іван Даниленко. У Харківському державному інституті фізичної культури він пропрацював понад шість років (1934—1940). 1940 року закінчив аспірантуру Державного центрального ордена Леніна інституту фізичної культури імені І. В. Сталіна у Москві. У подальшому був заступником директора по навчальній роботі Ташкентського технікуму фізичної культури (1941—1943), служив у Москві у Вищій Академії бронетанкових військ (1943—1945).
На роботу до Львова скерований наказом Всесоюзного комітету у справах фізичної культури та спорту для зміцнення фізкультурними кадрами вищих навчальних закладів Західного регіону. Працював на посаді завідувача кафедри фізичного виховання та спорту у Львівському державному університеті імені Івана Франка (з 27 червня 1945 року до 1 жовтня 1948 року). 1945 року призначений старшим тренером збірної команди міста Львова з легкої атлетики.
Працювати у Львівському державному інституті фізичної культури почав з 1 жовтня 1948 року. У 1948 році у виші відкрили кафедру легкої атлетики і очолити її запросили Дмитра Івановича, на той час вже відомого фахівця в системі навчальних закладів країни. Саме за його керівництва кафедра досягла найбільших успіхів у підготовці висококваліфікованих легкоатлетів, серед яких було чимало призерів та учасників Олімпійських ігор, рекордсменів світу та Європи, переможців найпрестижніших легкоатлетичних змагань. Їхні імена є гордістю вітчизняної легкої атлетики: Валерій Брумель, Ігор Тер-Ованесян, Юрій Кутенко, Віталій Чорнобай, Леонід Барковський, Михайло Стороженко, Лідія Цимош, Михайло Микіч, Олег Степаненко, Віктор Баліхін та інші. Разом з Дмитром Оббаріусом та Павлом Чубановим в ті роки на кафедрі працювали відомі педагоги-тренери, такі як Всеволод Тіпаков, Олександр Мозоха, Віталій Чорнобай, Євген Сюч, Вадим Запорожанов, Василь Євтушенко, Олексій Смірнов, Олександр Бойко, Юрій Примаков та інші.
1950 року брав участь у засіданні Всесоюзного комітету у справах фізичної культури і спорту з приводу обговорення підручника М. Г. Озоліна «Лёгкая атлетика».
Тренування на відкритій місцевості, котре отримало цікаву й гучну назву «Лісова школа», почало методично і грамотно використовуватися Дмитром Івановичем з початку 1950-х років. У цій школі під його керівництвом проходили підготовку не лише вищезгадані відомі спортсмени та лідери радянської легкої атлетики, а й десятки членів збірної команди країни з усіх видів легкої атлетики. Вони використовували наявні підручні засоби для розвитку бігової, стрибкової, силової підготовки (біг в гору і під гору, кроси, метання різних предметів, перенесення важких предметів, різноманітні стрибки, зокрема вгору–униз, через канави). Усі відомі легкоатлети Львівщини пройшли знамениту «Лісову школу» Дмитра Оббаріуса та використовували у тренуванні збудовану ним на стадіоні ЛДІФК похилу бігову доріжку.
1951 року призначений тренером збірної команди УРСР з легкої атлетики. 1954 року отримав дозвіл працювати вдома над дисертаційним дослідженням та відвідувати кафедру у разі потреби (творча відпустка). 1955 року Дмитро Іванович захистив кандидатську дисертацію за темою: «Використання похилої бігової доріжки в тренуванні бігунів на короткі дистанції». Досвід його роботи було розповсюджено й на інші бігові види. 1957 року йому було присвоєно звання доцента.
1960 року на Олімпійських іграх у Римі срібну медаль у стрибках у висоту здобув Валерій Брумель, бронзову медаль у стрибках у довжину з результатом 804 см зміг вибороти Ігор Тер-Ованесян. За крок до олімпійської нагороди у десятиборстві зупинився Юрій Кутенко, який був четвертим. За підготовку цих спортсменів Дмитру Івановичу Оббаріусу було присвоєно звання заслужений тренер СРСР, яке до цього моменту мали серед наставників українських легкоатлетів лише Зосима Синицький та Порфирій Никифоров. 1961 року обраний членом ради Федерації легкої атлетики СРСР. Звільнився з вишу у 1976 році у зв'язку з виходом на наукову пенсію.
Нагороджений п'ятьма медалями, мав численні подяки за участь у нарадах тренерів з легкої атлетики, Спартакіадах республіканського та всесоюзного рівня. Дмитро Оббаріус відійшов у засвіти 10 листопада 1982 року, на 73-му році життя. Похований у Львові.

## Наукові праці
- Оббариус Д. И. Ускоренный метод подготовки к сдаче норм ГТО в легкой атлетике / Д. И. Оббариус // Тез. докл. науч. конф. ГИФКУ. — Харьков, 1935.
- Оббариус Д. И. Методика обучения толканию ядра / Д. И. Оббариус // Тез. докл. науч. конф. ГИФКУ–Харьков, 1936.
- Оббаріус Д. І. Бігайте кроси: метод.посіб. / Д. І. Оббаріус. — Харків, 1937. — 32 с.
- Оббариус Д. И. Метаниегранаты с колена в боевых условиях: метод. пособие / Д. И. Оббариус. — Харьков, 1941. — 57 с.
- Оббариус Д. И. Легкоатлетическая подготовка футболиста: метод. пособие / Д. И. Оббариус. — Львов, 1950. — 19 с.
- Оббариус Д. И. Преимущества старта в беге ноги, выставленной вперед / Д. И. Оббариус // Тез. докл. V-науч. конф. ЛГИФК. — Львов, 1951.
- Оббариус Д. И. Эффективность использования наклонной беговой дорожки в тренировке бегуна на короткие дистанции / Д. И. Оббариус // Тез. докл. V-науч. конф. ЛГИФК. — Львов, 1951. — С. 16.
- Оббариус Д. И. Организация и методика проведения занятий по легкой атлетике в низовом коллективе физической культуры / Д. И. Оббариус // Тез. докл. респ. совещания нач. обл. советов «Спартак». — Киев, 1952.
- Оббариус Д. И. О повышенных тренировочных нагрузках / Д. И. Оббариус // Физкультура и спорт. — 1953. — № 9.
- Оббаріус Д. І. Про підвищені тренувальні навантаження / Д. І. Оббаріус // Советский спорт. — 1953. — 22 вер. — С. 2.
- Оббариус Д. И. Бег по наклонной дорожке / Д. И. Оббариус // Советский спорт. — 1954. — № 120. — 7 жовт.
- Оббариус Д. И. Тренировка в беге на короткие дистанции и в некоторых других видах легкой атлетики с использованием наклонной дорожки / Д. И. Оббариус // Ученые записки ЛГИФК. — Львов, 1955. — Вып. 1. — С. 48—57.
- Оббаріус Д. І. Вміння майстрів — усім спортсменам (нотатки про розвиток легкої атлетики / Д. І. Оббаріус // Радянський спорт. — 1956. — 2 лист. — С. 2.
- Оббаріус Д. І. За спинами провідних спортсменів / Д. І. Оббаріус // Советский спорт. — 1956. — 6 бер. — С. 3.
- Оббариус Д. И. Лёгкая атлетика: метод. пособие / Д. И. Оббариус. — Київ: Молодь, 1956. — 24 с.
- Оббаріус Д. І. З досвіду підготовки легкоатлетів-багатоборців (мужчин) / Д. І. Оббаріус // Тези доп. ХІ наук. конф., присвяч. підсумкам наук.-дослід. роботи викладачів за 1956 рік. — Львів, 1957. — С. 33—35.
- Оббаріус Д. І. Молода зміна набуває досвіду / Д. І. Оббаріус // Советский спорт. — 1957. — 26 бер. — С. 3.
- Оббаріус Д. І. Науково-методична конференція по питаннях спорту / Д. І. Оббаріус // Ленінська молодь. — 1957. — № 7. — 16 січ.
- Оббаріус Д. І. Планування тренувань легкоатлетів / Д. І. Оббаріус, В. Тіпаков // Фізкультура і спорт. — 1957. — № 4.
- Оббаріус Д. І. Стрибок чемпіона (про Ігора Тер-Ованесяна) / Д. І. Оббаріус // Фізкультура і спорт — 1958. — № 4.
- Оббариус Д. И. Воспитание самостоятельности (о методах тренировки легкоатлета И. Тер-Ованесяна) / Д. И. Оббариус // Лёгкая атлетика. — 1959. — № 6. — С. 12—13.
- Оббаріус Д. І. Деякі проблеми десятибор'я / Д. І. Оббаріус // Советский спорт. — 1959. — 7 черв. — С. 3.
- Оббариус Д. И. Лёгкая атлетика: метод. пособие / Д. И. Оббариус. — Київ: Молодь, 1959. — 24 с.
- Д. И. Оббариус. Первая в стране (о 200-метровой прямой беговой дорожке стадиона Львовского института физической культуры) // Лёгкая атлетика[ru] : журнал. — 1959. — № 4. — С. 9. Архівовано з джерела 23 січня 2022.
- Оббаріус Д. І. Почуття колективізму (так діють радянські спортсмени) / Д. І. Оббаріус // Советский спорт. — 1959. — 6 лист. — С. 3.
- Оббариус Д. И. Тренировка легкоатлетов на основе многоборности / Д. И. Оббариус // Советский спорт. — 1959. — 29—30 апр.
- Буланчик Е. Чемпионы страны — динамовцы (к итогам командного первенства страны по легкой атлетике) / Е. Буланчик, Д. Оббариус // Лёгкая атлетика. — 1960. — № 12. — С. 18–21.
- Оббариус Д. И. Выше взлет научной мысли (о направлении научных исследований в области спорта в свете проекта Программы КПСС) / Д. И. Оббариус // Советский спорт. — 1961. — 14 сент.
- Оббариус Д. И. Где же резервы десятиборцев? (о состоянии и направлении в системе подготовки десятиборцев) / Д. И. Оббариус // Легкая атлетика. — 1961. — № 2.
- Оббариус Д. И. География и арифметика десятиборья (заметки тренера о выступлении основных резервов десятиборцев на первенстве Советского Союза в октябре 1961 г.) / Д. И. Оббариус // Советский спорт. — 1961. — 10 окт.
- Оббариус Д. И. Занимайтесь десятиборьем (о составлении тренировочных схем для третьеразрядников-десятиборцев) / Д. И. Оббариус // Лёгкая атлетика. — 1961. — № 10. — С. 8—9.
- Оббаріус Д. І. Метри і секунди виграються тепер / Д. І. Оббаріус // Советский спорт. — 1961. — № 5. — 17 січ. — С. 3.
- Оббариус Д. И. Ошибка чемпиона (вывод из педагогического наблюдения за спортивной борьбой во время эстафетного бега 4×400 м на первенстве СССР, 1961 г.) / Д. И. Оббариус // Советский спорт. — 1961. — 8 окт.
- Оббариус Д. И. Первый среди правофланговых (заметки тренера о выступлениях советских десятиборцев на матче легкоатлетов СССР-США в июле 1961 г.) / Д. И. Оббариус // Советский спорт. — 1961. — 18 июля.
- Оббариус Д. И. Радости и огорчения (заметки тренера по поводу первого в сезоне 1961 года выступления лучших советских десятиборцев на матче четырех — Украины, России, Москвы и Ленинграда) / Д. И. Оббариус // Советский спорт. — 1961. — 31 мая.
- Оббаріус Д. І. Рекорд рекордів / Д. І. Оббаріус // Советский спорт. — 1961. — № 30. — 14 квіт. — С. 2.
- Оббариус Д. И. Секрет, «ножницы». Советы молодому спортсмену (о технике прыжка в длину с приложением кинограммы) / Д. И. Оббариус // Советский спорт. — 1961. — 21 июля.
- Д. И. Оббариус. Советуем на воздух, в поле, в лес! (круглогодичная тренировка легкоатлетов на местности) // Лёгкая атлетика[ru] : журнал. — 1961. — № 4. — С. 14—15. Архівовано з джерела 23 січня 2022.
- Оббариус Д. И. Только ли талант? (о воспитании трудолюбия и совершенствования техники у спортсменов. Заметки тренера по легкой атлетике) / Д. И. Оббариус // Лёгкая атлетика. — 1961. — № 6. — С. 6.
- Оббаріус Д. І. Чи лише талант? / Д. І. Оббаріус // Фізкультура і спорт. — 1961. — № 5. — С. 10—11.
- Оббаріус Д. І. Потрібні спільні зусилля / Д. І. Оббаріус, Г. Борисов // Советский спорт. — 1961. — 12 вер.
- Оббариус Д. И. За тесную связь науки с жизнью / Д. И. Оббариус // Советский спорт. — 1961. — 30 марта.
- Оббариус Д. И. Занимайтесь десятиборьем / Д. И. Оббариус // Легкоатлет. — 1962. — № 20.
- Оббариус Д. И. Круглогодичная тренировка десятиборцев / Д. И. Оббариус // Тез. докл. респ. науч.-метод. конф. по проблемам спортивной тренировки. — Киев, 1962.
- Оббаріус Д. І. Науку на службу практиці спорту / Д. І. Оббаріус // Советский спорт. — 1962. — № 26. — 30 бер.
- Оббариус Д. И. Тренировка десятиборцев старших розрядов в подготовительном периоде / Д. И. Оббариус // Сб. материаловресп. науч.-метод. конф. — Киев, 1962.
- Оббариус Д. И. Тренировка десятиборцев старших разрядов в соревновательном периоде: указ. по тренировке легкоатлетов старших разрядов в соревновательном периоде. — Киев: Укрсоюзспорт, 1962.
- Оббариус Д. И. Указания по тренировке десятиборцев старших разрядов в соревновательном периоде / Д. И. Оббариус // Республиканский бюллетень по тренировке легкоатлетов. — Киев, 1962.
- Оббариус Д. И. Подготовка украинских десятиборцев к Спартакиаде народов СССР 1963 года / Д. И. Оббариус // Сб. материаловресп. науч.-метод. конф. — Киев, 1963.
- Оббариус Д. И. Пусть серебро станет золотом / Д. И. Оббариус // Легкая атлетика. — 1965. — № 4.
- Оббариус Д. И. Мечтать — действовать / Д. И. Оббариус // Старт. — 1966. — № 6.
- Оббариус Д. И. Разносторонность и творчество / Д. И. Оббариус // Лёгкая атлетика. — 1967. — № 2.
- Оббариус Д. И. Рекомендации по подготовке украинских десятиборцев к І Спартакиаде народов СССР. — К.: Укрсоюзспорт, 1967.
- Оббариус Д. И. Современная тренировка десятиборцев / Д. И. Оббариус // Сб. материалов респуб. науч.-метод. конф. УССР по легкой атлетике. — К., 1968. — Вып. 1.

## Вшанування
У березні 2021 року ім'я Дмитра Оббаріуса присвоєне колишній ДЮСШ № 10, що на вул. Тарнавського, 100 у Львові.